# Antonio Serravalle
Antonio Serravalle, née le 18 septembre 2002 à Toronto, est un pilote automobile canadien.

## Carrière
En 2023, après quelques saisons en sport automobile dans différentes catégories monoplace, Antonio Serravalle réoriente sa carrière vers les Sport-prototypes. En effet, pour son début de saison, il s'engage avec l'écurie américaine FastMD Racing dans la catégorie LMP3 et participe avec comme coéquipiers Yu Kanamaru, Nick Boulle et James Vance aux 24 Heures de Daytona au volant d"une Duqueine M30 - D08,. Pour cette première expérience en endurance, l'équipage d'Antonio Serravalle après 18 heures de courses sont en 3e position mais un problème sur la voiture le fait rentrer aux stand et, après l'intervention des mécaniciens, elle repart pour finir en 6e position. À la suite de cette première expérience, Antonio Serravalle s'engage avec le Mühlner Motorsports America, toujours dans la catégorie LMP3, afin de participer à deux manches du championnat SportsCar Challenge de l'IMSA se déroulant sur le Sebring International Raceway. Il monte ainsi sur la 3e marche du podium pour la première course et la 2e marche du podium pour la seconde course.
En 2024, Antonio Serravalle s'engage avec l'écurie française Duqueine Team afin de participer au Championnat du monde d'endurance dans la catégorie Hypercar au volant d'une Isotta Fraschini Tipo 6 LMH-C. Il a comme coéquipers le pilote français Jean-Karl Vernay et le pilote américano-thaïlandais Carl Bennett,.

## Palmarès

### Championnat du monde d'endurance
| Année | Écurie           | Classe   | no | Voiture                       | Pneus | 1   | 2   | 3   | 4   | 5   | 6   | 7   | 8   | Total | Pos. |
| ----- | ---------------- | -------- | -- | ----------------------------- | ----- | --- | --- | --- | --- | --- | --- | --- | --- | ----- | ---- |
| 2024  | Isotta Fraschini | Hypercar | 11 | Isotta Fraschini Tipo 6 LMH-C | M     | QAT | IMO | SPA | LMS | SÃO | CDM | FUJ | BHR | *     | *    |

* Saison en cours.

### WeatherTech SportsCar Championship
| Année | Écurie        | Classe | no | Voiture            | Pneus | 1     | 2   | 3   | 4   | 5   | 6   | 7   | Total | Pos. |
| ----- | ------------- | ------ | -- | ------------------ | ----- | ----- | --- | --- | --- | --- | --- | --- | ----- | ---- |
| 2023  | FastMD Racing | LMP3   | 13 | Duqueine M30 - D08 | M     | DAY 6 | SEB | WGL | MOS | ELK | IMS | ATL | 0     | Nc.  |